# 殤公 (宋)
殤公（しょうこう、? - 紀元前710年）は、春秋時代の宋の君主（在位前720年 - 前710年）。姓は子、名は與夷。宣公の子。紀元前720年、叔父の穆公の後をうけて宋国の君主となった。 
紀元前719年、魯の隠公と清で会合した。衛の州吁の主導により宋・衛・陳・蔡の連合軍が鄭を攻撃した。紀元前718年、宋は邾・鄭の攻撃を受けた。宋軍は鄭を攻撃して、長葛を包囲した。紀元前717年、鄭の長葛を奪取した。紀元前716年、鄭と講和し、宿で会盟した。
紀元前715年、犬丘で衛の宣公と会談した。斉の主唱により宋・衛・鄭の三国の講和が成った。紀元前713年、殤公が周王への朝覲を怠ったことを理由に魯・斉・鄭の連合軍が宋を攻撃した。宋軍は菅で敗れ、郜・防の地を奪われた。
大司馬の孔父嘉の妻は美貌であった。紀元前711年、太宰の華父督は彼女を見て横恋慕し、「殤公が即位して10年のうちに11戦があり、民衆は苦しみに耐えかねている。みな孔父のせいである」と宣伝した。紀元前710年、華父督は孔父嘉を殺してその妻を奪った。殤公が激怒したため、華父督はおそれて殤公を殺害し、鄭から公子馮を迎えて立てた。